# Trypeticus silvicola
Trypeticus silvicola är en skalbaggsart som beskrevs av Schmidt 1897. Trypeticus silvicola ingår i släktet Trypeticus och familjen stumpbaggar. Inga underarter finns listade i Catalogue of Life.